# Consolidato fiscale
Il consolidato fiscale nazionale, detto anche fiscal unit o tassazione di gruppo, è un regime di tassazione opzionale che può essere scelto dai gruppi societari italiani per determinare il reddito complessivo IRES delle società partecipanti, ovvero, consente una tassazione unitaria e complessiva del gruppo.
Il consolidato nazionale permette a un gruppo di società di calcolare l’imposta sul reddito come se fosse un'unica entità. Le società devono essere collegate attraverso una partecipazione diretta di almeno il 50% e devono adottare la medesima data di chiusura dei bilanci. Il reddito imponibile del gruppo si determina sommando i redditi di tutte le società e sottraendo le perdite. Ogni controllata deve redigere la propria dichiarazione dei redditi e trasmetterla successivamente alla capogruppo.
Questo regime è stato introdotto in Italia con la riforma del Testo Unico delle Imposte sue Redditi (TUIR) entrata in vigore nel 2004. Nel tempo sono state fatte diverse modifiche della disciplina, la più importante con la L. n. 244/2007 (Legge finanziaria 2008). Oggi possiamo trovare la disciplina all'interno degli artt. 117-129 TUIR e del D.M 1° marzo 2018.

## Storia
Il consolidato fiscale nazionale è stato introdotto in Italia con il D.lgs. n. 344/2003, che è entrato il vigore il 1 gennaio 2004, andando a modificare la normativa contenuta negli artt. 117-129 TUIR. L'introduzione di questo regime è avvenuta in seguito alla crescente diffusione dei gruppi societari e su spinta dell'Unione Europea, in quanto, auspicava ad un'uniformazione e ad un ammodernamento del diritto, essendo questo strumento già utilizzato in altri Stati membri come Francia e Germania.
Precedentemente alla riforma, la disciplina fiscale dei gruppi non era trattata in modo uniforme. Tuttavia, nell'ordinamento interno italiano erano previsti alcuni istituti che erano volti a mitigare questa lacuna, come ad esempio l'IVA consolidata (D.M. 13 dicembre 1979) e la cessione delle eccedenze di imposte sul reddito delle persone giuridiche nell'ambito di società appartenenti allo stesso gruppo (art. 43-ter, D.P.R. n. 602/1973).
Il testo originale dell'art. 117 TUIR, dava indicazione di quali fossero i redditi prodotti all'interno del territorio dello Stato italiano, questo articolo venne poi abrogato da una riforma del 1997 per poi essere reinserito, in maniera completamente differente nel 2004. Il nuovo testo dell'art. 117.1 rubricato "Soggetti ammessi alla tassazione di gruppo di imprese controllate residenti", prevedeva: "La societa' o l'ente controllante e ciascuna societa' controllata rientranti fra i soggetti di cui all'articolo 73, comma 1, lettere a) e b), fra i quali sussiste il rapporto di controllo di cui all'articolo 2359, comma 1, numero 1), del codice civile, con i requisiti di cui all'articolo 120, possono congiuntamente esercitare l'opzione per la tassazione di gruppo".
Le successive riforme del 2005, del 2015 e del 2016, non hanno mai modificato questo comma, tuttavia, le ultime due hanno esteso la possibilità di optare per questo regime anche per le società, che nel rispetto di determinate caratteristiche siano residenti ex. art. 117.2-bis "in Stati appartenenti all'Unione europea ovvero in Stati aderenti all'Accordo sullo Spazio economico europeo con il quale l'Italia abbia stipulato un accordo che assicuri un effettivo scambio di informazioni" e quindi, non nel territorio italiano.

## Descrizione e funzionamento
Il consolidato nazionale, è uno strumento che consente alle società di capitali, alle cooperative e alle società di mutua assicurazione che siano organizzate in gruppi, di essere tassate in modo unitario e complessivo. Questo avviene nonostante nell'ordinamento italiano le società appartenenti ad un gruppo non godono di un'unica personalità giuridica.
La disciplina offre la possibilità di compensare infragruppo gli utili e le perdite fiscali, attraverso l'istituzione di un'unica base imponiile in capo alla holding, sulla quale verrà calcolato l'IRES, senza perdere la loro autonomia giuridica. Questo è stato anche ribadito dalla Cassazione nella sent. 13 febbraio 2020, n. 3598.
Le società di capitali residenti possono adottare questo tipo di regime sia se rivestono la posizione di consolidanti (controllanti), sia in posizione di consolidate (controllata); diversamente le cooperative e gli enti commerciali possono optare solo in qualità di consolidanti.
Per quanto riguarda le società non residenti, invece, hanno un diritto di opzione vincolato da alcuni requisiti, tra i quali essere residenti in paesi con hanno accordi con l’Italia contro la doppia imposizione. Il D.Lgs. n. 147/2015 ha ampliato il regime, consentendo a società "sorelle" controllate da entità non residenti in Italia di consolidare le loro basi imponibili, in linea con le pronunce della Corte di Giustizia dell'Unione Europea che hanno sancito l'uguaglianza di trattamento tra società nazionali e non.
Questo regime non può essere adottato dalle società che sono soggette a IRES ridotta (prevista dall’art. 6 del DPR 601/1973) ; da quelle che sono soggette a fallimento o liquidazione coatta amministrativa e da quelle che hanno optato per la tassazione per trasparenza o al consolidato mondiale.
L’art. 119 prevede che le società insieme (controllante e controllata/e) esercitino un’opzione che ha una durata di tre anni ed è irrevocabile. L’opzione può essere esercitata da ciascuna società solo in qualità di controllante o di controllata, ed è vincolata al verificarsi delle seguenti condizioni:
1. Identità dell’Esercizio Sociale: ogni società controllata deve avere un esercizio sociale identico a quello della controllante, intendendo con ciò la coincidenza nella chiusura del periodo d’imposta. Pertanto, anche le società di nuova costituzione possono optare per il consolidato, a condizione di soddisfare i requisiti necessari, fin dal primo esercizio.
2. Rapporto di controllo: è necessario che la società controllante eserciti il controllo fiscale sulle controllate affinché si possa rientrare nel perimetro del consolidamento. In relazione all’art.2359 c.c., a livello fiscale è necessario che la controllante detenga una partecipazione dominante, ovvero, la maggioranza dei diritti di voto e una partecipazione agli utili superiore al 50%. È utile a questo punto fare un riferimento al problema della “demoltiplicazione”[4] ai fini della verifica della sussistenza dei requisiti del controllo. Nel momento in cui il rapporto di dovesse venir meno, è prevista la cessazione anticipata del consolidato fiscale.
3. Esercizio Congiunto dell’Opzione: tutte le controllate devono esercitare l’opzione simultaneamente con l’ente o la società controllante.
4. Elezione di Domicilio: ogni controllata deve eleggere un domicilio presso la controllante per la ricezione di atti e provvedimenti relativi ai periodi d’imposta per cui si esercita l’opzione. Tale elezione è irrevocabile fino alla scadenza del termine di accertamento o dell’irrogazione di sanzioni relative all’ultimo esercizio incluso nella dichiarazione consolidata.
5. Comunicazione all’Agenzia delle Entrate: È necessario comunicare all’Agenzia delle Entrate l’avvenuto esercizio congiunto dell’opzione.

Relativamente alla responsabilità in caso di controlli ed accertamenti spetta alla controllante ad esclusione di quanto sancito dall'art. 127, c.2, lett. (a e (b del TUIR, le quali sanciscono che:
"a) per la maggiore imposta accertata e per gli interessi relativi, riferita al reddito complessivo globale risultante dalla dichiarazione di cui all'articolo 122, in conseguenza della rettifica operata sul proprio reddito imponibile, e per le somme che risultano dovute a seguito dell'attività di controllo prevista dall'articolo 36-ter del decreto del Presidente della Repubblica 29 settembre 1973, n. 600, e dell’attività di liquidazione di cui all'articolo 36-bis del medesimo decreto, in conseguenza della rettifica operata sulla propria dichiarazione dei redditi;
b) per la sanzione correlata alla maggiore imposta accertata riferita al reddito complessivo globale risultante dalla dichiarazione di cui all'articolo 122, in conseguenza della rettifica operata sul proprio reddito imponibile, e alle somme che risultano dovute con riferimento alla medesima dichiarazione, a seguito dell’attività di controllo prevista dall'articolo 36-ter del decreto del Presidente della Repubblica 29 settembre 1973, n. 600, e dell’attività di liquidazione di cui all'articolo 36-bis del medesimo decreto, in conseguenza della rettifica operata sulla propria dichiarazione dei redditi;
Al termine del periodo di tre anni, l’opzione si rinnova automaticamente per ulteriori tre anni, salvo revoca ex.  art. 5 D.M. 1/3/2018. In questo caso le perdite fiscali residue presenti nella dichiarazione dei redditi verranno riattribuite alle società che le hanno prodotte. La consolidante deve comunque comunicare all’Agenzia delle Entrate l’ammontare delle perdite residue e le modalità di ridistribuzione.
Ci possono poi essere altre cause che provocano la fine del regime di consolidato fiscale, per una o più società, prima dello scadere dei tre anni
L’art.124 del TUIR prevede che nel momento in cui viene meno il requisito del controllo o ci sia una fusione o un’incorporazione tra una società del gruppo e una esterna ci sia l’interruzione anticipata. La cessazione anticipata non è prevista nel caso di fusione tra due consolidate, o tra una società consolidata e una esterna purché permangano i requisiti i cui all’art. 117 TUIR. Il consolidato non si interrompe nei casi di scissione, se interessa totalmente o parzialmente una consolidata senza modifica della compagine sociale e senza la modifica dei requisiti di cui all'art. 117 TUIR.

## Riferimenti altri modelli Consolidato Nazionale Fiscale
Il consolidato fiscale, che consente alle società di un gruppo di compensare utili e perdite all'interno dello stesso, non è esclusivo dell'ordinamento italiano, ma è presente anche in altri paesi europei e non. A livello internazionale, esistono diversi modelli di consolidamento fiscale, che variano a seconda delle legislazioni nazionali. Tra i principali modelli si annoverano il modello tedesco dell'Organschaft, il modello nordico di group contribution, il modello britannico di group relief, e vari altri sistemi di consolidamento fiscale adottati in altri Paesi.
Modello tedesco: Organschaft
Nel modello tedesco dell'Organschaft, le società controllate (denominate Organgesellschaft) sono trattate come "organi" della controllante (denominata Organträger). Questo consente la compensazione fiscale tra gli utili e le perdite del gruppo. Un aspetto distintivo di questo sistema è che il gruppo viene riconosciuto come un’entità giuridica autonoma, sia sul piano civile che fiscale. Negli ultimi anni, il modello tedesco ha subito alcune modifiche, con riforme che ne hanno cambiato alcuni aspetti tecnici.
Modello nordico: Group Contribution
Il sistema di group contribution, applicato in Norvegia, Finlandia e Svezia, permette a una società in utile di trasferire i propri utili a una società in perdita all'interno dello stesso gruppo. In Finlandia, ad esempio, la società madre deve possedere almeno il 90% del capitale della controllata, e tale rapporto deve essere dichiarato nella dichiarazione fiscale della società madre. Questo requisito di controllo al 90% è presente anche in Norvegia, dove il controllo può essere diretto o indiretto, e le società del gruppo devono documentare tale possesso entro il 31 dicembre dell’anno fiscale. In Svezia, pur non essendo definito un "gruppo" per fini fiscali, è comunque richiesto il controllo del 90% del capitale della controllata per beneficiare della compensazione fiscale.
Modello britannico: Group Relief
Il group relief, adottato nel Regno Unito, Nuova Zelanda e Singapore, non rappresenta un consolidato fiscale tradizionale, ma permette alle società di compensare i risultati fiscali senza trasferire fondi economici. In questo sistema, una società cedente può trasferire le proprie perdite a una società del gruppo, che le può utilizzare per ridurre il proprio carico fiscale, pur mantenendo ciascuna società la propria autonomia giuridica. Inizialmente limitato alle sole società residenti nel Regno Unito, il regime è stato esteso dal Finance Act del 2000 anche alle società non residenti, a condizione che operino nel Paese tramite una filiale o un'agenzia.
Modello statunitense e canadese
Negli Stati Uniti, il sistema di group relief è applicabile alle società residenti che soddisfano due requisiti principali: il 75% subsidiary test, che richiede che la controllante possegga almeno il 75% delle azioni ordinarie della controllata, e il 75% profit and assets test, che implica che la controllante abbia diritto al 75% degli utili e delle attività della controllata in caso di liquidazione.
In Canada, invece, il sistema di tassazione di gruppo è stato abrogato nel 1951.

### Caratteristiche comuni
In generale, i modelli di consolidamento fiscale adottati nei vari ordinamenti presentano alcune caratteristiche comuni. Il gruppo societario viene trattato come un unico contribuente, con il reddito complessivo derivante dalla somma dei redditi delle singole entità che lo compongono. Solitamente, la capogruppo presenta una sola dichiarazione fiscale per l'intero gruppo, calcolando l’imposta in modo aggregato per tutte le società partecipanti.

## Vantaggi e criticità
Il consolidato nazionale presenta numerosi vantaggi:
- Ottimizzazione del carico fiscale: la possibilità di compensare le perdite di una società con gli utili di altra società del gruppo permettendo la riduzione dell’imposta totale dovuta dal gruppo.

- Pianificazione fiscale più efficace e strategica: tale regime permette la distribuzione di oneri finanziari e detrazioni in modo mirato e consente di evitare, in molti casi, una doppia imposizione.

- Massimizzazione delle agevolazioni fiscali e dei crediti accumulati dal gruppo: utilizzo di eventuali crediti d’imposta anche generati da altre società del gruppo.[8]

- Semplificazione amministrativa: il gruppo può presentare una sola dichiarazione fiscale consolidata.[9]

Tuttavia, questo regime non ha avuto grande successo in Italia a causa delle sue criticità:
- Complessità normativa: trattandosi di una disciplina articolata, spesso, può risultare difficile da interpretare e applicare. Inoltre, le procedure burocratiche possono rappresentare un ostacolo significativo, richiedendo una gestione fiscale articolata e risorse specialistiche. Tale complessità normativa comporta anche un rischio di interpretazioni divergenti che possono portare ad un aumento di contenziosi con l’Agenzia delle Entrate.

- Vincoli temporali: tale regime ha una durata minima di tre anni, che può risultare vincolante in caso di mutamenti strategici del gruppo.

- Condizioni di accesso e regole di contabilità sono soggette a interpretazioni variabili: i requisiti di accesso sono rigidi e una loro mancata osservanza può comportare la decadenza dal regime.

## Differenze tra il consolidato nazionale e il consolidato mondiale
Il consolidato mondiale si distingue dal consolidato nazionale per alcune differenze chiave, pur condividendo il principio generale secondo cui la società controllante determina un'unica base imponibile come somma algebrica dei redditi e delle perdite delle società del gruppo. Questo avviene senza obbligo di redigere un bilancio consolidato, né ai fini fiscali né civilistici, salvo nei casi in cui ciò sia obbligatorio per legge (ad esempio, ai sensi del D.Lgs. 127/1997) o richiesto da esigenze pratiche delle imprese.
- Una prima differenza attiene alle modalità di consolidamento: nel consolidato mondiale, invero, non si attua un consolidamento integrale bensì proporzionale. I redditi delle controllate estere, infatti, concorrono alla formazione del risultato della controllante solo in proporzione alla quota di partecipazione, a differenza del consolidato nazionale, dove la controllante integra il risultato complessivo della somma algebrica dei redditi e delle perdite delle società partecipanti, a prescindere dalla percentuale di partecipazione (ex art. 118, comma 1 TUIR).

- Un'altra differenza è rappresentata dall'ambito di applicazione: nel consolidato nazionale non è necessario che aderiscano tutte le società del gruppo ma è sufficiente che vi sia un rapporto di controllo. Inoltre, tale regime si applica solo alle società residenti in Italia che fanno parte delle stesso gruppo. Mentre nel consolidato mondiale sono comprese anche le società non residenti in Italia e, ciò,  in quanto il fine di questo istituto è quello di sottoporre a tassazione il solo soggetto passivo (controllante) residente in Italia, al quale sono imputati i redditi di tutte le controllate estere.[10]

- Infine, un’ulteriore differenza risiede nei vincoli di durata: nel consolidato nazionale è prevista una durata minima di 3 anni, rinnovabile tacitamente, mentre nel consolidato mondiale, tale vincolo è di 5 anni, rendendo il regime ancora meno flessibile e non adatto ai gruppi con frequenti riorganizzazioni strategiche.

## Casi Studio Consolidato Nazionale Fiscale
Esistono diversi casi pratici che illustrano l’applicazione del consolidato fiscale nazionale, particolarmente in relazione alla compensazione delle perdite fiscali e al trattamento degli interessi passivi.

### Compensazione delle Perdite Pregresse
La Corte di Cassazione, con la sentenza n. 8251 del 14 marzo 2022, ha stabilito che le società che aderiscono a un gruppo fiscale possono compensare le perdite fiscali pregresse con il reddito imponibile solo una volta. La Cassazione ha ribadito l'importanza di esercitare il diritto di opzione per accedere ai benefici della compensazione delle perdite. In particolare, con la sentenza n. 40048 del 14 dicembre 2021, la Corte ha sottolineato che il diritto di optare per il consolidato fiscale deve essere esercitato con la dovuta attenzione per evitare conseguenze negative sul piano fiscale.

### Trasferimento delle Eccedenze di Interessi Passivi
Un altro aspetto rilevante riguarda il trasferimento degli interessi passivi indeducibili. L'Agenzia delle Entrate, con la risoluzione n. 67 dell'11 luglio 2019, ha chiarito che una società aderente al consolidato fiscale può trasferire al gruppo l’intero ammontare degli interessi passivi indeducibili relativi a un periodo di imposta. Tuttavia, nel caso in cui la società presenti perdite fiscali pregresse, queste devono essere sottratte dall'ammontare complessivo degli interessi passivi da trasferire.
La Corte di Cassazione civile sez. trib., 17/10/2019, n.26382, inoltre, ha affrontato il tema della revocabilità della scelta di trasferire gli interessi passivi indeducibili. La sentenza ha stabilito che il contribuente può contestare un errore commesso in questa decisione, a condizione che dimostri che l'errore sia stato essenziale e riconoscibile anche dall’Amministrazione finanziaria.

### Interruzione o Revoca del Regime di Consolidato Fiscale
Un ulteriore aspetto riguarda la gestione delle perdite in caso di interruzione o revoca del regime di consolidato fiscale. L'Agenzia delle Entrate, con la circolare n. 2/E del 26 gennaio 2018, ha precisato che, in caso di cessazione del regime, le perdite fiscali accumulate dalle società del gruppo sono riattribuite alla consolidante o alle società che le hanno originariamente prodotte. Questo principio si applica uniformemente a tutte le perdite, indipendentemente dal periodo in cui sono state maturate, e deve essere seguito anche in caso di rinnovo dell'opzione per il consolidato.

### Conclusioni
La gestione del consolidato fiscale, in particolare per quanto riguarda le perdite fiscali e gli interessi passivi indeducibili, è un aspetto cruciale per ottimizzare la posizione fiscale di un gruppo societario. La possibilità di rettificare errori in determinate circostanze, come nel caso della revocabilità della scelta riguardo agli interessi passivi indeducibili, offre alle imprese una certa flessibilità. Una corretta pianificazione fiscale consente alle aziende di massimizzare i vantaggi derivanti dal consolidamento fiscale, migliorando la liquidità e garantendo la sostenibilità finanziaria del gruppo.